# Національний природний парк «Королівські Бескиди»
Королі́вські Бески́ди — національний природний парк в Україні. Розташований у межах західної частини Старосамбірського району Львівської області. Охоплює лівобережну частину басейну річки Дністер від міста Старий Самбір до села Стрілки, а також басейни річок Яблунька, Лінинка, Тисовичка.

## Історія
Площа 8997 га. Створений згідно з Указом Президента України № 526/2020 від 30.11.2020 року. Перебуває у віданні: Міністерство охорони навколишнього природного середовища України.
До території національного природного парку «Королівські Бескиди» погоджено в установленому порядку включення 8997 гектарів земель комунальної власності, що перебувають у постійному користуванні комунального підприємства "Старосамбірське дочірнє лісогосподарське підприємство «Галсільліс», а саме: 8691 гектар (частини Старосамбірського, Стрільбицького та Хирівського лісництв), що вилучається і надається національному природному парку в постійне користування, а також 306 гектарів у межах Дністрянського лісництва, що включаються до його території без вилучення у землекористувача.
Створений з метою збереження, відтворення, ефективного використання природних комплексів Українських Карпат у північній частині масиву Верхньодністровські Бескиди, які мають особливу природоохоронну, оздоровчу, історико-культурну, наукову, освітню та естетичну цінність. Особливу цінність мають лісові масиви, серед яких є ділянки з насадженнями понад 100 років.